# Casa Defey

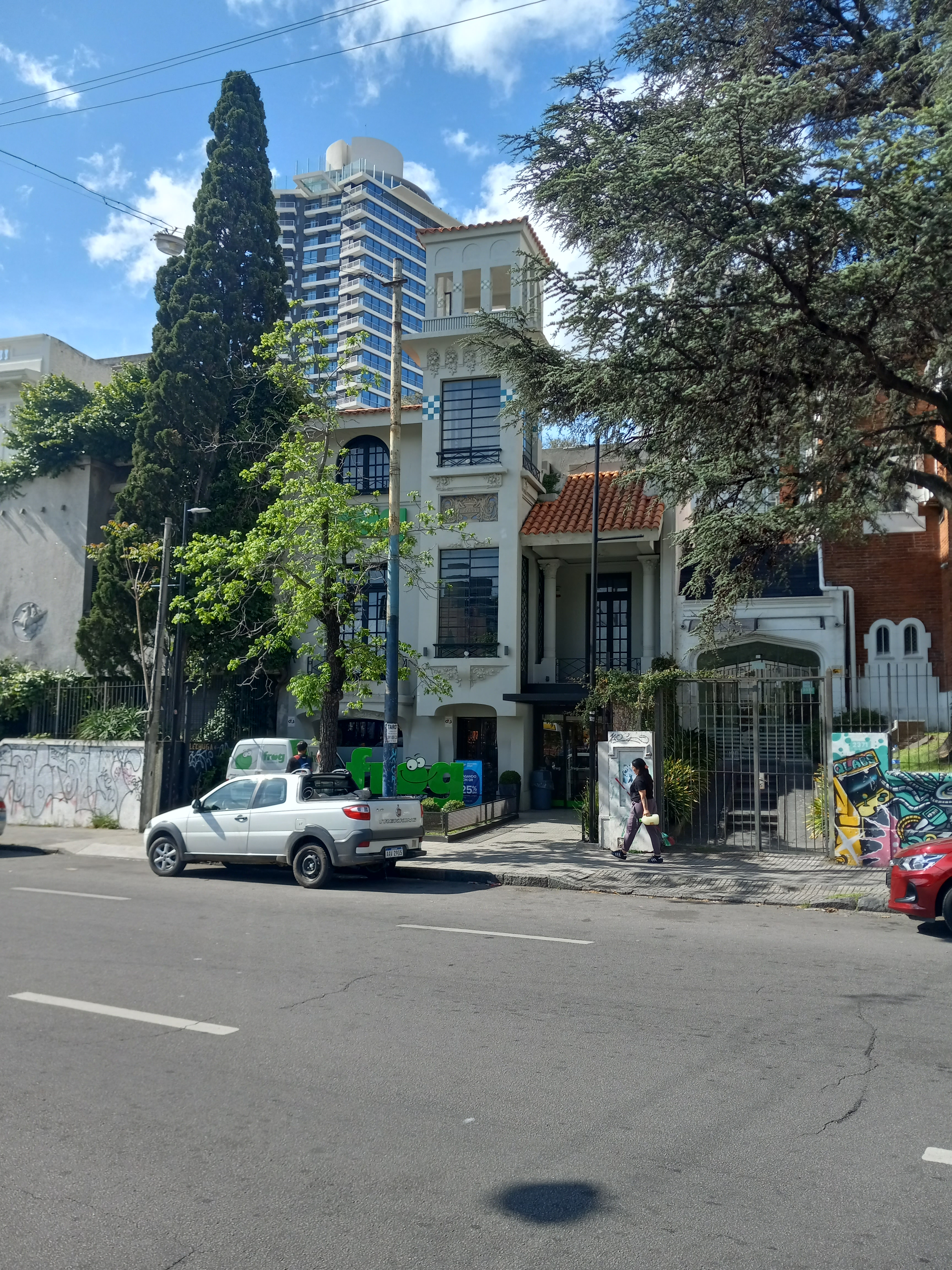
Casa Defey

Das Casa Defey ist ein Bauwerk in der uruguayischen Landeshauptstadt Montevideo.
Das in den Jahren 1936 bis 1939 errichtete Gebäude befindet sich im Barrio Pocitos an der Avenida Brasil 2359 zwischen der Avenida Ing. Luis P. Ponce und der Calle Francisco Araúcho. Für den Bau zeichnete als Architekt Eduardo Defey verantwortlich. Ursprünglich von Defey als Wohnhaus und Studio zur eigenen Nutzung konzipiert, beherbergt es mittlerweile eine Klinik.
Seit 1995 ist das Casa Defey als Bien de Interés Municipal klassifiziert.